# میگل ماگا
میگل ماگا (انگلیسی: Miguel Maga؛ زادهٔ ۱۶ نوامبر ۲۰۰۲) بازیکن فوتبال اهل پرتغال است.
وی همچنین در تیم ملی فوتبال زیر ۲۰ سال پرتغال بازی کرده‌است.